# カッタ君物語
『カッタ君物語』（カッタくんものがたり）は、1995年7月12日公開の日本のアニメーション映画。観客動員数は12万人。

## 概要
企画・製作は「カッタ君物語」製作委員会。山口県宇部市のときわ公園にいた実在のモモイロペリカンのカッタくんをモチーフに少年とペリカンとの友情を描いた作品。制作費1億円は全額市民の寄付によるものである。
全国市長会、日本鳥類保護連盟、日本動物園水族館協会、全国子ども会連合会、全国保育協議会、山口県観光協会、山口県町村会、山口県市長会、河川整備基金助成作品推薦。
ペリーナ役には作品の舞台である宇部市出身の女優・タレントの西村知美が担当し、主題歌も担当している。

## あらすじ
宇部市のときわ公園。ここにはペリカン島と呼ばれるペリカンが住む島があった。ある嵐の夜、公園で動物の世話をしていた柴田徳夫と柴田芳江は流されそうになっていたモモイロペリカンの卵を救出し、人工孵化により生まれたペリカンにカッタ君と名づけた。カッタ君は公園で過ごし、子供たちの人気者となった。ある日、カッタ君は野村翔という少年と出会う。翔の両親はアラビアに出張に出ており、祖母と二人暮らしの寂しい毎日を送っていた。翔とカッタ君は友達となり、一緒にメリーゴーランドに乗ったり、二人三脚競争で一等賞を取ったりと楽しい日々を送った。
しかし翔の両親がいるアラビアで戦争が勃発。両親の安否は不明となる。両親を心配した翔は何とかアラビアに行こうとするが、普通の手段では無理だとわかった。カッタ君に「僕をアラビアへ連れてって」とお願いすると月から謎の怪光線が差し込み、翔とカッタ君は姿を消していた。祖母たちが心配するころ、翔はカッタ君の背に乗ってアラビアの空を飛んでいた。
なぜか喋れるようになったカッタ君と翔が見たものは燃える町・流出した重油で真っ黒になった水鳥たち、そして逃げ惑う避難民たちであった。その中に翔の両親がいるのを発見し、無事に再会を果たした。それを見届けたカッタ君は避難民を救うために町へ戻り、翔もそれについていく。途中で流れ弾に当たって翼を負傷したカッタ君は偶然ペリーナというペリカンの女の子に助けられ、彼女の住処の湿地帯で傷を癒した。傷が癒えたカッタ君はペリーナと湿地帯のペリカンたち避難民を一緒に助けに行こうと誘う。ペリカンたちの長老は最初は渋るが、カッタ君の情熱に動かされ、避難民の救出に向かう。
ペリカンたちは言い伝えに従い、満月に向かい一斉に鳴き、そして飛び立つ。宙を舞っていたペリカンたちはやがて一つへとまとまっていき、月をも覆い隠さんばかりの巨大なペリカンへと変身した。戦場へと向かうカッタ君と翔、口からビームを吐き出して戦車・ミサイルを破壊、羽ばたきで戦車をひっくり返し、銃撃する兵士たちを追い散らしたカッタ君たちは無事に避難民を助け出し、背中に乗せてキャンプまで運んだ。
ペリーナと長老と別れ、翔とカッタ君も日本への帰途に着いた。その途中、翔はカッタ君の背中で寝てしまうが、目が覚めるとそこはときわ公園で、あの夜の翌日であった。アラビアでのことを周囲に語る翔だが当然信じてもらえず、カッタ君も喋れなくなっており、あれは夢だったのかと思われたが、ニュースには「避難民を助けた謎の鳥の影」を報じていた。
両親もアラビアから帰国し、再び平和な日々に戻った翔とカッタ君だったが、徳夫は「大人になったカッタ君は野生へ帰るべき」と言う。翔もまた両親の転勤が決まり、翔とカッタ君の別れのときが近づいていた。最後の夜、翔とカッタ君は二人三脚やアラビアでの戦闘などの思い出を語り合って別れを告げる。
そして、カッタ君は東京へと旅立つ翔が乗る飛行機を追いかけるように見送り、ときわ公園で平和に暮らすのであった。

## 声の出演
- カッタ - 佐藤智恵
- 野村翔 - 林勇
- 柴田徳夫 - 掛川裕彦
- 柴田芳江 - 中友子
- 山崎朋子 - 萩森侚子
- 青木律子 - 原亜弥
- 翔の父 - 田中秀幸
- 翔の母 - 松島みのり
- 祖母 - 遠藤晴
- ペリーナ - 西村知美
- 長老 - 大滝秀治
- ナレーター - 宮崎美子
- 大塚みずえ
- 沼田祐介
- 神山雅美
- 平野正人
- 小林通孝
- 坂口哲夫
- 中山さら
- 浦和めぐみ

## スタッフ
- 原案 - 白須道徳
- 総監督 - 吉田憲二
- 演出 - 松村康弘
- 脚本 - 吉田憲二、関口三郎
- アニメーション監督 - 小華和ためお
- 作画監督 - 桜井木ノ実
- 美術監督 - 池田繁美
- 撮影監督 - 今泉秀樹
- 音響監督 - 三間雅文
- 音楽 - 渡辺俊幸
- プロデューサー - 福田慶治
- アニメーションプロデューサー - 渡辺俊隆、石坂透
- 協力プロデューサー - 曽我仁彦
- アニメーション制作 - ナベスタジオ、アウベック
- 制作協力 - 東京キッズ
- 企画・制作 - 宇部市、「カッタ君物語」制作委員会

## 主題歌
エンディングテーマ「きらめきの翼」
作詞 - 西村知美 / 作曲 - 渡辺俊幸 / 歌 - 西村知美